# Pedro de Velasco y Martínez de Revilla
Pedro de Velasco (* Pueblo de Consejero, Valle de Mena, Burgos, España, aprox. 1510 - † Popayán, Nuevo Reino de Granada 1571)  Fue capitán, explorador y conquistador español, hijo de Pedro Martínez de Rivilla y María Sáenz de Velasco. Descendiente por parte de su madre de Pedro Fernández de Velasco Conde de Haro y Duque de Frías. Por ende perteneciente a la Casa de Velasco y descendiente de los Condestable de Castilla. Fue compañero de exploración y conquista de Sebastián de Belalcázar en los territorios de Colombia y Ecuador, aunque ya había participado en la conquista del Perú. Síndico de la Cofradía de Santa Bárbara y Santa Catalina de Popayán. Se le llegó a denominar el pacificador de indígenas Paeces, Pijaos y Yanaconas por el éxito de sus campañas militares.

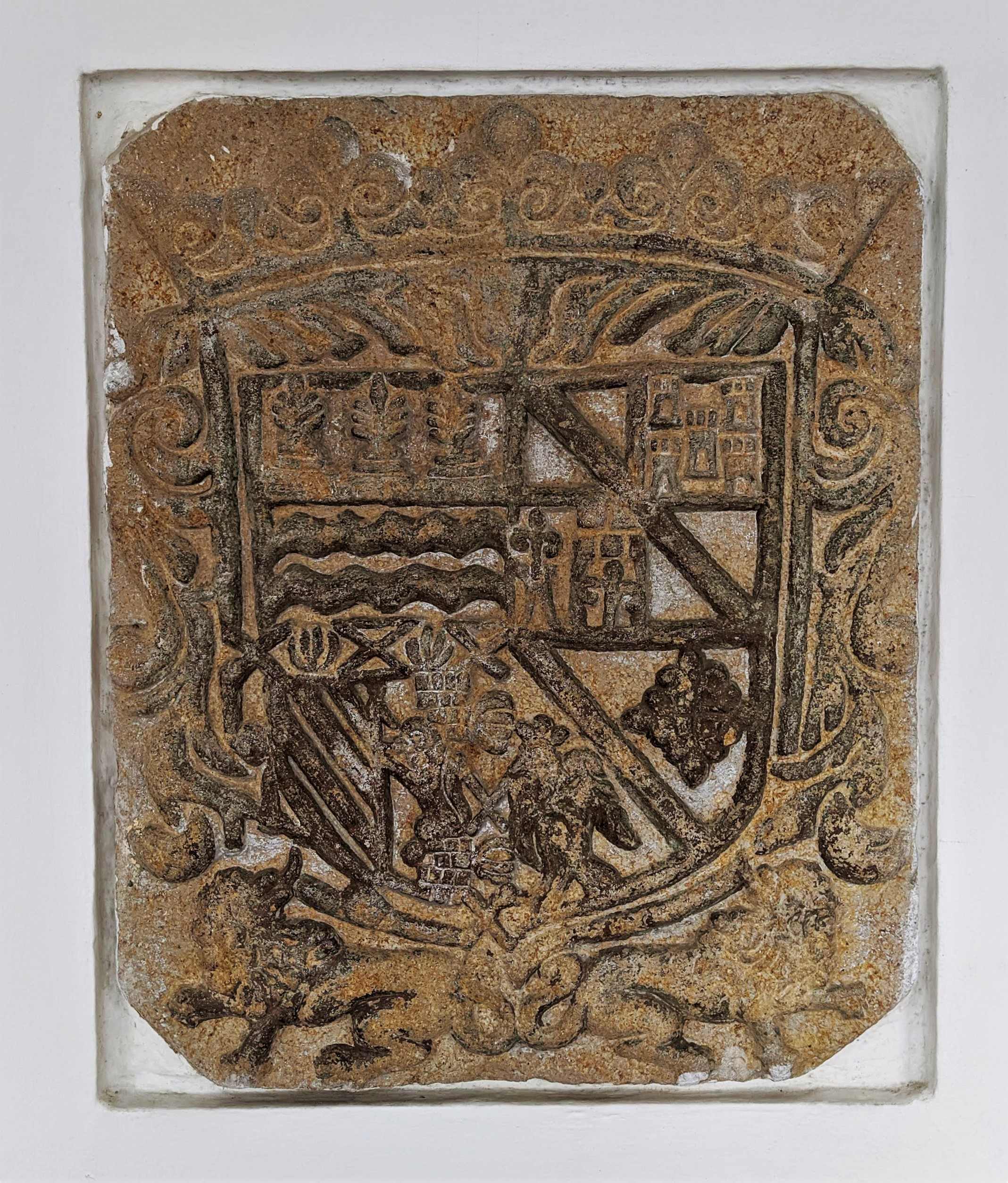
Heráldica en piedra de cantera correspondiente a la familia del capitán español Pedro de Velasco. Ubicada en el patio principal de la que fuera su casa de habitación, hoy palacio municipal sede de gobierno de la alcaldía de Popayán.

## Descubrimiento y conquista de Cartagena y Antioquia
En las informaciones actuadas en Cali en abril de 1562 y en Popayán el 15 de octubre de 1566, previa una carta dada a su favor en Quito el 20 de mayo de 1565, consta que pasó de España a Indias en 1534 y desembarcó en la Provincia de Cartagena siendo gobernador Pedro de Heredia donde ayudó a poblar Cartagena y Urabá, participó en la pacificación de los indios de dicha provincia y fue uno de los fundadores de Santiago de Tolú el 25 de julio de 1535.
Se halló también en la pacificación de San Sebastián de Urabá y ayudó a descubrir la Provincia de Antioquia donde fundó Caramanta.
También se menciona en el año 1534 en la conquista, descubrimiento y pacificación del Perú, por lo que fue compañero de Sebastián de Belalcazar, consecuencia de esto fue la gran adjudicación de tierras en la Provincia de Popayán.

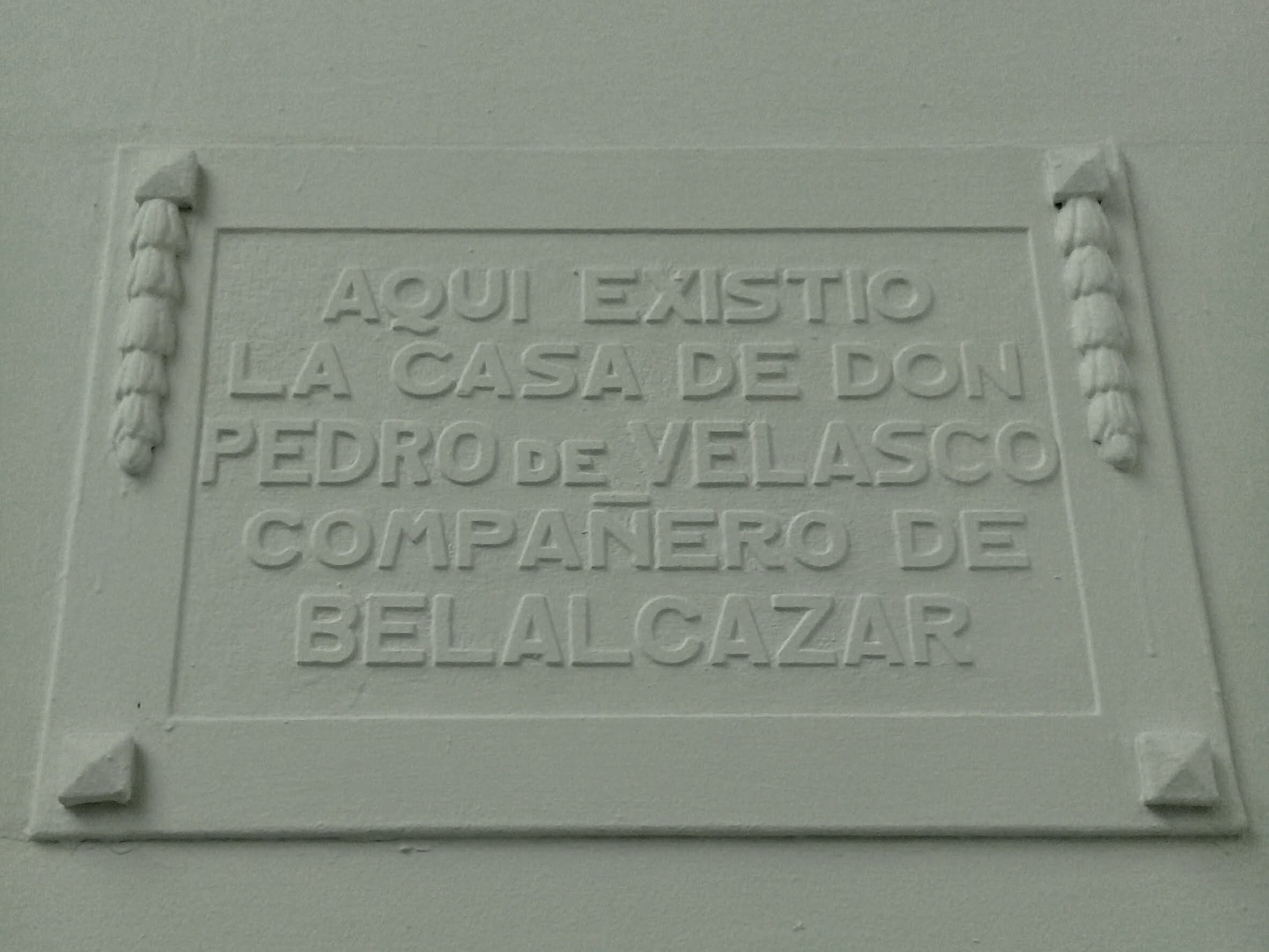
Placa conmemorativa en el lugar donde estuvo la casa de habitación del Capitán Pedro de Velasco en el Parque de Caldas, Ciudad de Popayán. En la actualidad funciona en este lugar la Alcaldía de Popayán.

## Fundaciones en la provincia de Popayán
De Urabá salió con el capitán Luis Bernal y entró a la gobernación de Popayán, donde ayudó a fundar a Anserma, y estuvo después con Jorge Robledo en el descubrimiento de la provincia de Carrapa y la fundación de Arma.
Se cuenta como uno de los fundadores de Cartago, Toro y Roldanillo. En cartago sirvió sin cobrar salario alguno en el cargo de tesorero de la Real hacienda por más de ocho años.
El cronista Cieza de León lo cita en la primera parte de su Crónica del Perú cuando, a propósito de la ciudad de Cartago y su fundación, dice:

“otras abejas hay, que son mayores que las de España, pero ninguna de ellas pica: mas de cuanto viendo que sacan la colmena cargan sobre el que corta el árbol y apegándose a los cabellos y baruas. De las colmenas de estas abejas grandes hay alguna que tiene más de media arroba, y es mucho mejor que todas las otras, algunas destas saqué yo, aunque más vi sacar a un Pedro de Velasco, vecino de Cartago...”

Se preparó en su hacienda Coconuco para resistir a Álvaro de Oyón. Fue teniente de gobernador y justicia mayor y resistió el alzamiento de dos capitanes, Mateo del Sáenz y Pedro de Mendoza, “de los que habían sido de Francisco Hernández Girón”, a quienes “prendió e hizo justicia de ellos y sus secuaces”.

## Pacificador y encomendero de indígenas
A su costa pobló las minas de La Plata, que despoblaron los pijaos con sus continuos ataques
Edificó Timaná el 18 de diciembre de 1538 con acto donde Juró al rey Felipe II y en la celebración que hizo, incluido el banquete que dio a todo el pueblo, gastó gran cantidad de pesos de oro. En 1566 ya era alcalde ordinario.
En jurisdicción de esta ciudad Sebastián de Belalcázar le encomendó al cacique Coinza con “cuatrocientas casas” y en las provincias de Arma los repartimientos de Tondes y Anda con doscientas cincuenta, pero “por haberse poblado la ciudad de Ibagué se le quitaron las dichas cuatrocientas casas para dárselas a los vecinos de la dicha ciudad, y las doscientas cincuenta se las quitaron asimismo por haberse poblado la ciudad de Arma, a cuya causa había quedado muy pobre...”
Fundó los pueblos y encomiendas de Coconuco, San Pedro del Cubalo Y Puelenje  (1537) (Con indios Yanaconas traídos del Perú) en jurisdicción de Popayán.

## Muerte
Falleció en Popayán el 4 de noviembre de 1571, siendo sepultado el mismo día en su capilla de la ermita. Su testamento otorgado junto con su mujer ante el escribano Cristóbal Díaz Bueno fue abierto dos días después ante Francisco Mosquera y el mismo Díaz Bueno.